# Väderstad-Verken AB

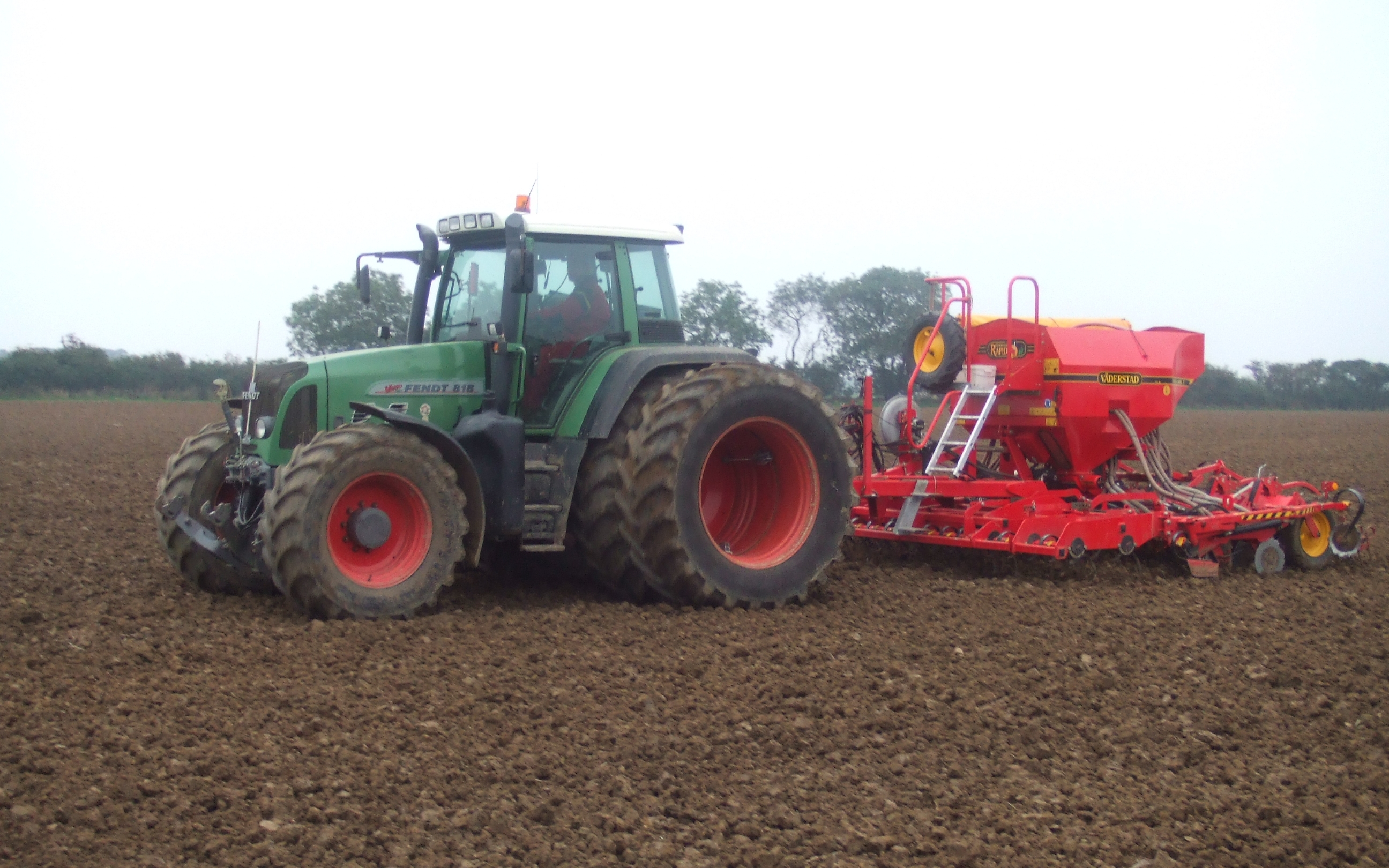
Traktor Fendt z siewnikiem marki Väderstad

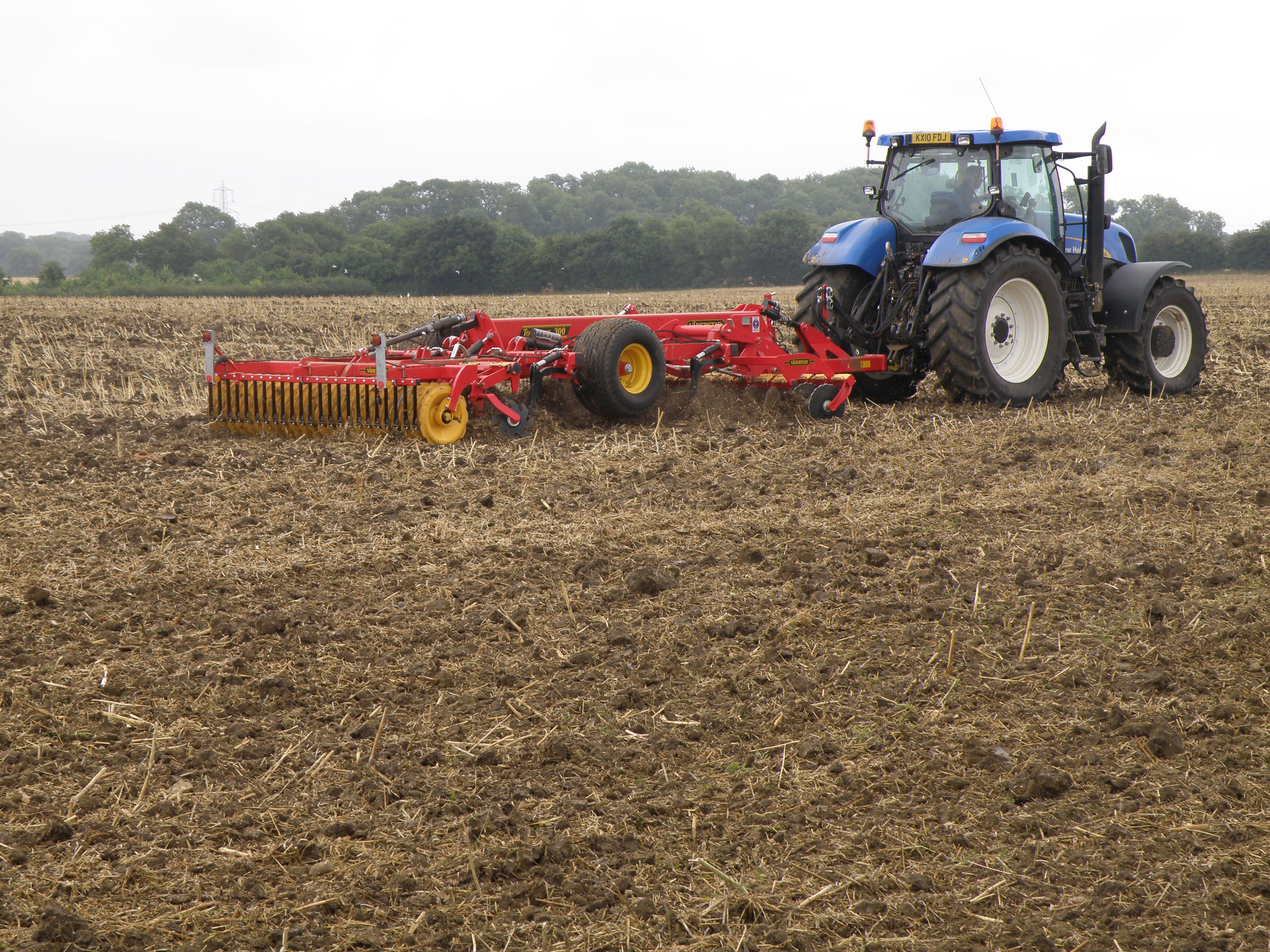
Traktor New Holland z kultywatorem marki Väderstad

Väderstad-Verken AB – szwedzki producent maszyn rolniczych z siedzibą w Väderstad.
Przedsiębiorstwo zostało założone w 1962 roku przez Rune i Siw Stark. Początkowo zajmowało się wytwarzaniem stalowych włók. W 1982 roku marka opatentowała kultywator który miał sztywną ramę, w całości spawaną, i był wyposażony w innowacyjne zęby uprawowe oraz koła nośne połączone w wózki jezdne, maszyna odniosła sukces w krajach skandynawskich. W 2013 roku firma ustanowiła rekord świata w siewie kukurydzy siewnikiem ośmiorzędowym obsiewając 212 hektarów pola w ciągu doby. Obecnie Väderstad oferuje swoim klientom różnego rodzaju maszyny do uprawy i siewu.